# 蔡文侯
蔡文侯（？—前592年），姬姓，名申，為春秋諸侯國蔡國君主之一，他為蔡莊侯兒子，承襲蔡莊侯擔任該國君主，在位期間為前611年—前592年，共20年。